# 舊大安溪橋
舊大安溪橋，位於臺中市大甲區，是臺灣中部的一座公路鐵路兩用橋，原為臺灣鐵路管理局海線鐵路與台一線公路共構之橋樑，橫跨大安溪下游，連接大甲的溪南地區與溪北地區。1987年1月起已停用，為臺中市歷史建築。

## 沿革
舊大安溪橋鐵路部分於臺灣日治時期1920年（大正九年）6月15日開工，1921年（大正十年）5月15日竣工，並隨海線鐵路於隔年（1922年）10月11日全線通車一併啟用。
公路部分則於1933年（昭和八年）8月18日開工，1934年（昭和九年）10月25日完工、12月通車。工程負責住吉組。
舊大安溪橋自日治時期即於台灣南北縱貫交通扮演重要角色。60年代隨著海線交通流量增加，鐵公路運量漸增，加上原橋老舊，拓寬不易，舊橋漸不堪使用，因此1975年（民國64年）臺灣省公路局於下游側興建新大安溪橋，12月1日完工通車，台一線自此改道，舊大安溪橋卸下公路交通運輸承載責任，僅餘火車繼續行駛鐵路橋，並於1978年6月1日連同海線鐵路完成電氣化接電試車，橋上增設電車線電桿等設備，同月7日鐵路電氣化正式啟用。
而鐵路橋後續則納入臺灣鐵路管理局「五大橋梁重建工程」計劃，於1987年（民國76年）1月20日改線至上游側重建之新鐵路橋，至此鐵、公路共構的舊大安溪橋，完全不再具有交通功用，鐵路、公路皆成為廢線。
2004年（民國93年）七二水災時兩座橋墩遭到沖毀，並造成部分橋面陷落，形成斷橋。
由於舊大安溪橋為日治時期橋樑工程技術之見證，橋墩構造兼富有藝術美感，見證台灣交通發展歷程，具有高度歷史意義，故2006年（民國95年）經臺中縣政府文化資產審議委員會通過，列為臺中縣歷史建築。
2010年（民國99年）12月25日臺中縣與臺中市合併改制為直轄市後，舊大安溪橋劃歸為臺中市歷史建築。臺中市政府文化局投入新臺幣1億1,500萬元經費展開修復，預計2021年（民國110年）年中完工。

## 設計
舊大安溪橋西側為現今台1線大安溪橋，東側緊鄰海線鐵路，北端橋台鄰近古蹟日南車站，南端鄰近大甲鐵砧山風景區。舊大安溪橋全長916公尺，共有47個橋墩，與鐵路新橋相距不到20公尺。舊大安溪橋上部結構採鈑梁構造（Plate girder/日語、或），下部結構則為外層石砌內填卵石混凝土與鋼筋混凝土構造，屬於「石工橋」（masonry bridge，包括石材、磚材）型式，外表石砌工法相當細緻。舊橋墩採用的石材，皆來自大安溪砂岩，石材質優、色澤溫潤，有質樸之美，是縣內碩存的石製橋墩。鐵軌旁曾設有三尺寬的行人通道，後來的公路是借用鐵路橋墩所舖設。早期公路與鐵道並存，形成火車與汽車競速的有趣畫面。

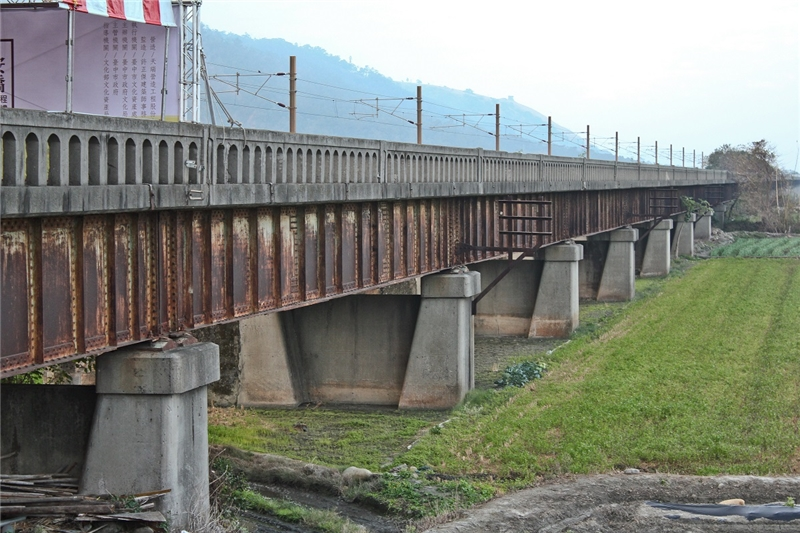
修復開工典禮（2018年）
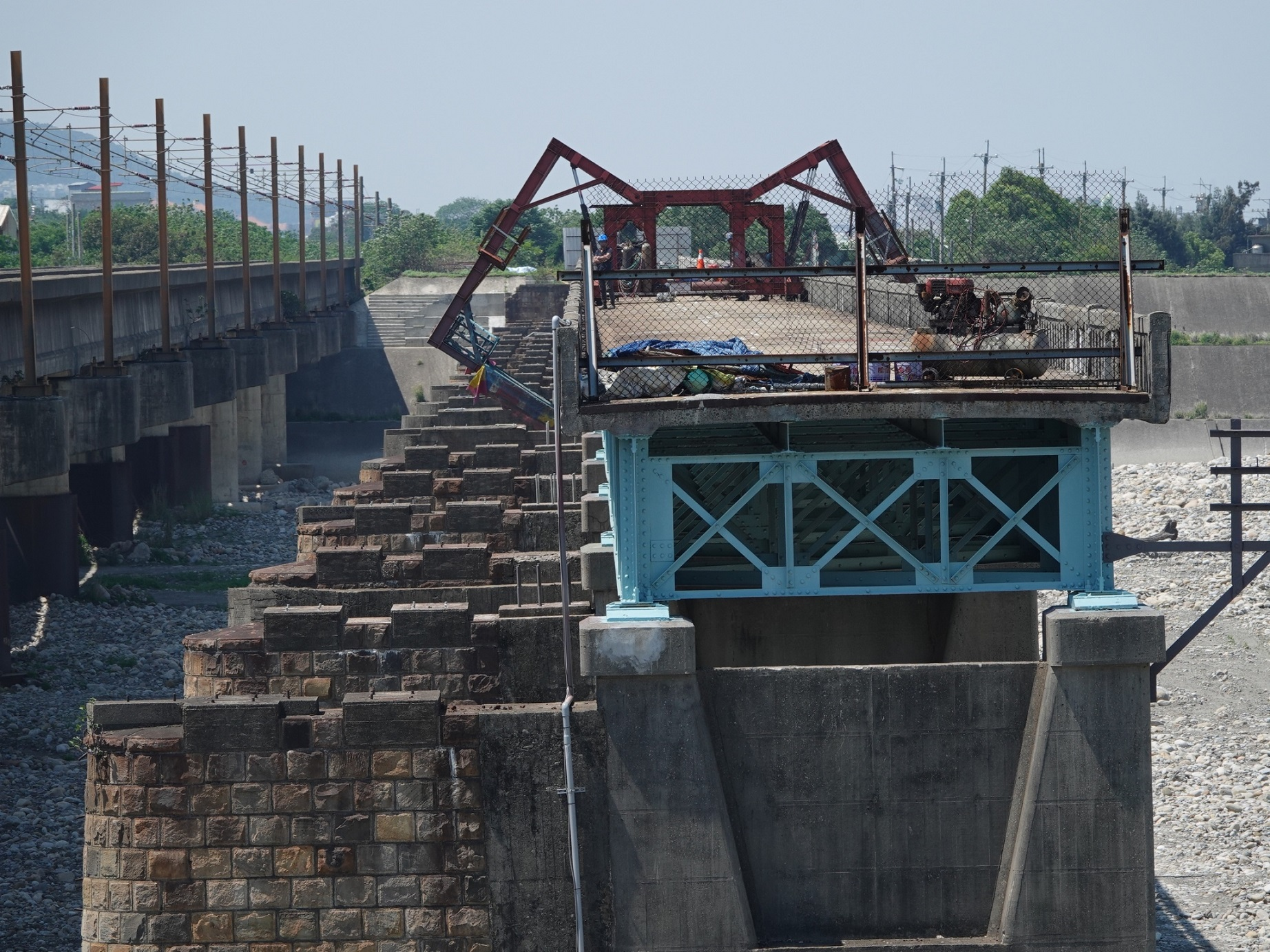
修復中可見舊橋墩和橋梁結構（2020年）
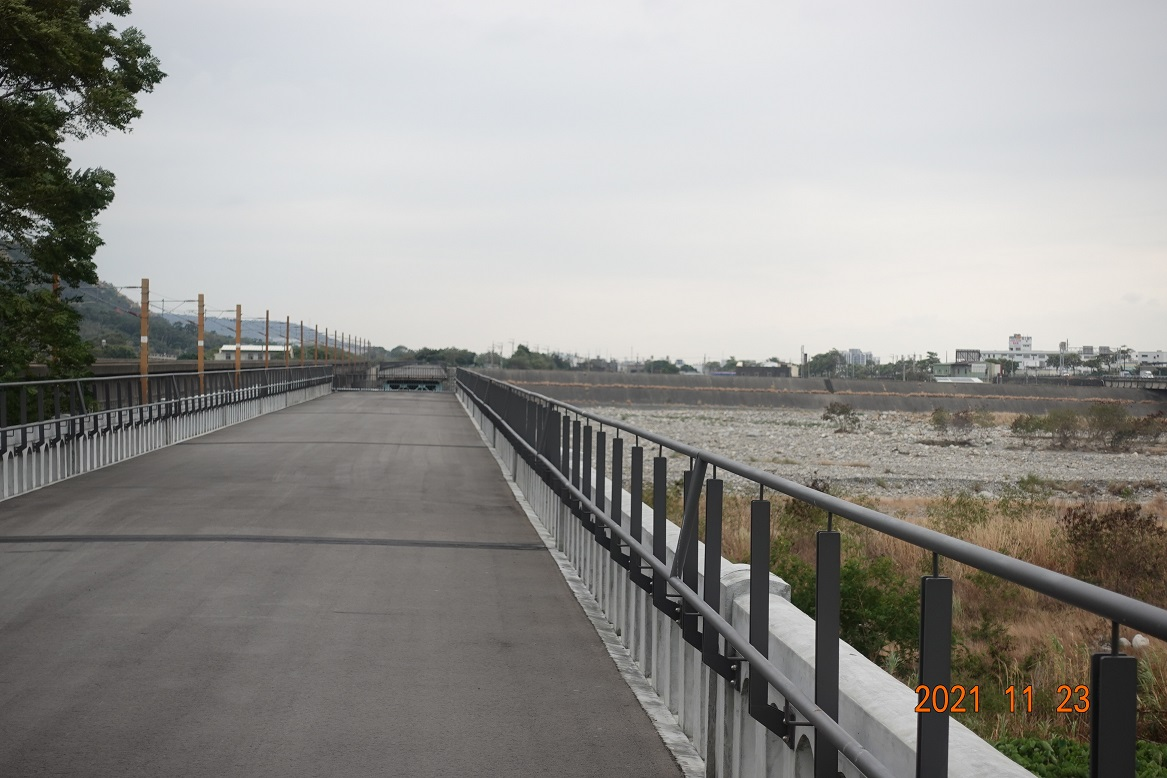
修復後北岸橋台斷橋處（2021年）

## 註解
1. 1 2  中央研究院有臺灣日日新報數位典藏資料。不過，但不可能得到個別且固定URL。因此，請在網站內直接查看[9]。
2. ↑  媒體報導舊大安溪橋是全台唯一保存的鐵公路共構橋[21]，但宜蘭縣歷史建築「舊蘭陽大橋」亦為保存中的鐵公路共構橋，因此舊大安溪橋並非全台唯一。

## 引用資料
1. 1 2  . 臺北市: 臺灣總督府鐵道部. 1921年12月30日，日本國立國會圖書館數位典藏: 頁62  [2020年4月23日]. （原始内容存档于2021年11月21日） （日语）.
2. ↑  . 臺灣省行政長官公署交通處鐵路管理委員會工務處. 國家發展委員會檔案管理局. 1946-08-30  [2022-06-01].
3. ↑  . 中興工程顧問、觀察家生態顧問 (报告) (交通部臺灣鐵路管理局). 2021-09-29  [2022-06-22]. （原始内容存档于2022-07-03）.
4. 1 2 3  . 文化部文化資產局. （原始内容存档于2018-01-16） （中文（臺灣））.
5. 1 2 3  記者張軒哲／大甲報導. . 自由時報電子報. 2013-11-07  [2014-06-11]. （原始内容存档于2019-06-23） （中文（臺灣））.
6. ↑  . 臺北市: 臺灣總督府鐵道部. 1922年12月25日，日本國立國會圖書館數位典藏: 頁63  [2020年4月23日]. （原始内容存档于2021年11月23日） （日语）.
7. ↑   漢文版 第5版. 臺灣日日新報. 1922-10-12.
8. ↑   漢文版 第4版. 臺灣日日新報. 1934-12-05.
9. ↑  . 中央研究院.   [2022-06-01].[]
10. ↑   漢文版 第12版. 臺灣日日新報. 1935-02-22.
11. ↑   第4版. 臺灣日日新報. 1920-07-20.
12. 1 2 3 4 5  . 臺中市文化資產處. （原始内容存档于2019-06-29） （中文（臺灣））.
13. 1 2  吳昭明. . 《吳昭明的鐵道‧人生‧夢》部落格. 2012年10月5日  [2014-06-11]. （原始内容存档于2016-03-04） （中文（臺灣））.
14. ↑  . 聯合報. 1975-08-17 （中文（臺灣））.
15. ↑  交通部臺灣鐵路管理局.  (报告). 國家圖書館 政府統計資訊網: 頁272. 1979年6月  [2022-09-26]. （原始内容存档于2022-07-09） （中文（臺灣））.
16. ↑  台灣鐵路管理局：《中國鐵路創建百年史》，臺北市，1981年6月9日，頁241（繁體中文）。
17. ↑  中華民國交通部：中華民國78年《交通年鑑》，臺北市，1990年10月10日，頁383（繁體中文）。
18. 1 2  . 聯合報. 2008-10-07 （中文（臺灣））.
19. ↑  記者黃鐘山／台中報導. . 自由時報電子報. 2020-04-18 14:07:41  [2020-04-18]. （原始内容存档于2020-04-26） （中文（臺灣））.
20. ↑  記者陳淑芬／台中報導. . 中國時報電子報. 2020-04-19 04:10  [2020-04-21] （中文（臺灣））.
21. ↑   (新闻稿). 臺中市政府. 2020-04-18. 大甲區「舊大安溪橋」是全台唯一保存的鐵公路共構橋梁